# Лажа и Паралажа (филм из 1959)
„Лажа и Паралажа” је југословенски ТВ филм из 1959. године. Режирао га је Влада Петрић а сценарио је написао Јосип Кулунџић по делу Јована Стерије Поповића.

## Улоге
| Глумац           | Улога |
| ---------------- | ----- |
| Дара Чаленић     |       |
| Љубомир Дидић    |       |
| Јован Гец        |       |
| Предраг Лаковић  |       |
| Ружица Сокић     |       |
| Јовиша Војиновић |       |